# Сент-Джон (Північна Дакота)
Сент-Джон (англ. St. John) — місто (англ. city) в США, в окрузі Ролетт штату Північна Дакота. Населення — 322 особи (2020).

## Географія
Сент-Джон розташований за координатами 48°56′37″ пн. ш. 99°42′47″ зх. д. / 48.94361° пн. ш. 99.71306° зх. д. (48.943747, -99.713161).  За даними Бюро перепису населення США в 2010 році місто мало площу 1,15 км², уся площа — суходіл.

## Демографія
Згідно з переписом 2010 року, у місті мешкала 341 особа в 138 домогосподарствах у складі 76 родин. Густота населення становила 296 осіб/км².  Було 151 помешкання (131/км²).
Расовий склад населення:
| - 66,0 % — корінних американців - 23,2 % — білих - 1,2 % — азіатів - 0,3 % — чорних або афроамериканців |

До двох чи більше рас належало 9,4 %. Частка іспаномовних становила 0,9 % від усіх жителів.
За віковим діапазоном населення розподілялося таким чином: 30,5 % — особи молодші 18 років, 58,6 % — особи у віці 18—64 років, 10,9 % — особи у віці 65 років та старші. Медіана віку мешканця становила 30,4 року. На 100 осіб жіночої статі у місті припадало 89,4 чоловіків;  на 100 жінок у віці від 18 років та старших — 79,5 чоловіків також старших 18 років.
Середній дохід на одне домашнє господарство  становив 38 574 долари США (медіана — 33 750), а середній дохід на одну сім'ю — 51 459 доларів (медіана — 50 625). За межею бідності перебувало 20,3 % осіб, у тому числі 23,7 % дітей у віці до 18 років та 27,3 % осіб у віці 65 років та старших.
Цивільне працевлаштоване населення становило 98 осіб. Основні галузі зайнятості: освіта, охорона здоров'я та соціальна допомога — 37,8 %, роздрібна торгівля — 21,4 %, фінанси, страхування та нерухомість — 13,3 %, сільське господарство, лісництво, риболовля — 7,1 %.